# 徳島県の市町村章一覧
徳島県の市町村章一覧（とくしまけんのしちょうそんしょういちらん）は、徳島県内の市町村に制定されている、あるいは制定されていた市町村章の一覧である。なお、一覧の順序は全国地方公共団体コード順による。廃止された市町村章は廃止日から順に掲載している。

## 市部
| 市       | 市章 | 由来                                                         | 制定日        | 備考 |
| -------- | ---- | ------------------------------------------------------------ | ------------- | --- |
| 徳島市   |      | 徳島藩の徽章に「市」を付け足したもの                         | 1909年10月9日 | |
| 鳴門市   |      | 「鳴門の渦潮」を表したもの                                   | 1947年11月7日 | |
| 小松島市 |      | 全体は港湾都市の街であり、「小」を錨で囲ったものを表している | 1951年6月1日  | 制定前は室町時代（足利時代）から使用され、小松島港に外部の船のうち、海賊船が来ないように区別する為に唐梅の旗を立てたことから始まり、それが正式に1934年5月（日付不明）に小松島町章として制定され、市制施行後も継承された |
| 阿南市   |      | 「あ南」を合体し、図案化したもの                             | 1958年10月1日 | |
| 吉野川市 |      | 「Y」を表したもの                                            | 2004年10月1日 | 色は青色・緑色が指定されている |
| 阿波市   |      | 「AWA」を表したもの                                          | 2005年4月1日  | 色は青色・緑色・橙色が指定されている |
| 美馬市   |      | 「M」を図案化したもの                                        | 2005年3月1日  | 色は緑色・桃色・青色が指定されている |
| 三好市   |      | 「M」を図案化したもの                                        | 2006年3月1日  | 色は緑色・青色・橙色が指定されている |

## 町村部
| 郡     | 町村       | 町村章 | 由来                                                                                                 | 制定日                    | 備考                                                                                       |
| ------ | ---------- | ------ | --- | ------------------------- | ------------------------------------------------------------------------------------------ |
| 勝浦郡 | 勝浦町     |        | 蜜柑と勝浦川を表したもの                                                                             | 1965年10月1日             |                                                                                            |
| 勝浦郡 | 上勝町     |        | 蜜柑・勝浦川・木材・高丸山・高鉾山を表したもの                                                       | 1965年12月16日            |                                                                                            |
| 名東郡 | 佐那河内村 |        | 真ん中にはミカン・その外周部分は「さ」を図案化して上方部分の左右を鋭角にし、二つの図案を丸くしたもの | 1980年3月6日              | 色は「さ」の部分には青色・ミカンの部分は橙色が指定されている 制定前は作成されていなかった  |
| 名西郡 | 石井町     |        | 「石井」を図案化したもの                                                                             | 1961年6月                 |                                                                                            |
| 名西郡 | 神山町     |        | 「カ」を図案化し、鮎喰川を表したもの                                                                 | 1965年11月20日            |                                                                                            |
| 那賀郡 | 那賀町     |        | 「N」を表したもの                                                                                    | 2005年3月1日              | 色は赤色・青色・緑色が指定されている                                                       |
| 海部郡 | 牟岐町     |        | 「牟」を円形に図案化したもの                                                                         | 1965年下半期 （月日不明） | 1965年11月23日開催の町制50周年記念式典を機に一般公募によって制定される 2代目の町章である   |
| 海部郡 | 美波町     |        | 「ミ」を表したもの                                                                                   | 2006年3月31日             | 色は橙色・青色・緑色が指定されている 2005年11月21日に公表され、2006年3月31日に制定される。 |
| 海部郡 | 海陽町     |        | 「K」を図案化したもの                                                                                | 2006年3月31日             | 色は緑色・青色・赤色が指定されている                                                       |
| 板野郡 | 松茂町     |        | 松葉を図案化したもの                                                                                 | 1965年2月 （日付不明）    | 松茂町役場の落成を記念して公募で制定された                                                 |
| 板野郡 | 北島町     |        | 「北」を図案化したもの                                                                               | 1972年1月1日              |                                                                                            |
| 板野郡 | 藍住町     |        | 「藍」を表したもの                                                                                   | 1957年1月1日              | 色は藍色が指定されている                                                                   |
| 板野郡 | 板野町     |        | 「板の」を図案化したもの                                                                             | 1968年10月13日            |                                                                                            |
| 板野郡 | 上板町     |        | 「か」・「ミ」を図案化したもの                                                                       | 1972年1月1日              | 色々な色の町章が指定されている                                                             |
| 美馬郡 | つるぎ町   |        | 「つ」を図案化したもの                                                                               | 2005年3月1日              | 色は緑色・青色が指定されている                                                             |
| 三好郡 | 東みよし町 |        | 「三」を表したもの                                                                                   | 2006年3月1日              | 色は緑色・青色・緑色が指定されている                                                       |

## 廃止された市町村章
| 市郡   | 町村       | 市町村章         | 由来                                                                                           | 制定日                  | 廃止日        | 備考 |
| ------ | ---------- | ---------------- | ---------------------------------------------------------------------------------------------- | ----------------------- | ------------- | --- |
| 板野郡 | 撫養町     |                  | 不明                                                                                           | 不明                    | 1947年3月15日 | |
| 海部郡 | 牟岐町     | 資料喪失         | 不明                                                                                           | 1915年11月              | 1965年        | 初代の町章である |
| 板野郡 | 応神村     | 作成されていない | 作成されていない                                                                               | 作成されていない        | 1966年10月1日 | |
| 名東郡 | 国府町     | 作成されていない | 作成されていない                                                                               | 作成されていない        | 1967年1月1日  | |
| 麻植郡 | 鴨島町     |                  | 「カ」を表したもの                                                                             | 1969年5月1日            | 2004年10月1日 | |
| 麻植郡 | 川島町     |                  | 「川」を図案化したもの                                                                         | 1971年12月25日          | 2004年10月1日 | |
| 麻植郡 | 山川町     |                  | 中央の三角は「山（高越山）」・三本の丸は「川（吉野川）」を表したもの                           | 1965年10月1日           | 2004年10月1日 | 合併10周年を記念して制定された 制定前は作成されていなかった                                                                                               |
| 麻植郡 | 美郷村     |                  | 「美」を図案化したもの                                                                         | 1966年5月5日            | 2004年10月1日 | 「広報美郷 昭和41年1月1日号」の誌面内で募集をし、その結果、同年5月5日に制定された 制定前は作成されていなかった                                            |
| 美馬郡 | 脇町       |                  | 「脇」を表している                                                                             | 1961年11月17日          | 2005年3月1日  | |
| 美馬郡 | 美馬町     |                  | 「ミマ」を配し、円を表したもの                                                                 | 1959年4月18日           | 2005年3月1日  | 色は赤色・黄色・桃色が指定されている |
| 美馬郡 | 穴吹町     |                  | 「ア」を表したもの                                                                             | 1972年11月2日           | 2005年3月1日  | 色は藍色・黄色が指定されている 制定前は作成されていなかった                                                                                               |
| 美馬郡 | 木屋平村   |                  | 「コヤ平」を図案化したもの                                                                     | 1980年 （月日不明）     | 2005年3月1日  | 制定前は作成されていなかった |
| 美馬郡 | 貞光町     |                  | 三つの「サ」で田を形成し、「光」を表したもの                                                   | 1964年12月28日          | 2005年3月1日  | |
| 美馬郡 | 半田町     |                  | 「ハン田」を図案化したもの                                                                     | 1966年10月11日          | 2005年3月1日  | 地色は濃緑色であり、紋章は黄色が指定されている |
| 美馬郡 | 一宇村     |                  | 「一宇」を図案化したもの                                                                       | 1961年12月15日          | 2005年3月1日  | |
| 那賀郡 | 鷲敷町     |                  | 鷲が羽を広げている姿を図案化したもの                                                           | 1970年7月31日           | 2005年3月1日  | |
| 那賀郡 | 相生町     |                  | 「ア」を円く図案化し、三つの村（相生村・日野谷村・延野村）が大同団結し、公平と発展を表したもの | 1957年4月 （日付不明）  | 2005年3月1日  | |
| 那賀郡 | 上那賀町   |                  | 右上に「上」・ほかの箇所に「ナ」を翼型に表してから図案化したもの                               | 1968年10月1日           | 2005年3月1日  | 1967年6月に上那賀町役場の位置決定の時に町章制定の議がおこって議会に提案され、議決してから公募し、その結果、1968年1月10日に決定し、同年10月1日に制定された |
| 那賀郡 | 木沢村     |                  | 「木」を表し、「沢」を図案化したもの                                                           | 1969年1月1日            | 2005年3月1日  | |
| 那賀郡 | 木頭村     |                  | 「木」を図案化し、左側には「ト」・右側には「ウ」を配したもの                                   | 1966年4月1日            | 2005年3月1日  | |
| 板野郡 | 吉野町     |                  | 「吉」を鳩の形に象ったもの                                                                     | 1967年12月1日           | 2005年4月1日  | |
| 板野郡 | 土成町     |                  | 菊の花と「土」を表している                                                                     | 1971年6月15日           | 2005年4月1日  | 色は菊の花は金色・土は緑色が指定されている |
| 阿波郡 | 市場町     |                  | 「市バ」を図案化したもの                                                                       | 1969年11月5日           | 2005年4月1日  | |
| 阿波郡 | 阿波町     |                  | 「アワ」を図案化したもの                                                                       | 1964年11月14日          | 2005年4月1日  | |
| 三好郡 | 池田町     |                  | 「池」を変形したもの                                                                           | 1961年11月              | 2006年3月1日  | |
| 三好郡 | 三野町     |                  | 「の」を形象化したもの                                                                         | 1934年4月               | 2006年3月1日  | |
| 三好郡 | 井川町     |                  | 「い」を図案化したもの                                                                         | 1969年3月               | 2006年3月1日  | |
| 三好郡 | 山城町     |                  | 「山」を図案化したもの                                                                         | 1966年10月1日           | 2006年3月1日  | |
| 三好郡 | 東祖谷山村 |                  | 「ヒイヤ」を組み合わせたもの                                                                   | 1972年11月2日           | 2006年3月1日  | |
| 三好郡 | 西祖谷山村 |                  | 「にい」を図案化したもの                                                                       | 1968年12月28日          | 2006年3月1日  | |
| 三好郡 | 三好町     |                  | 「三」を図案化したもの                                                                         | 1967年11月13日          | 2006年3月1日  | |
| 三好郡 | 三加茂町   |                  | 「ミカ」を図案化したもの                                                                       | 1967年12月18日          | 2006年3月1日  | |
| 那賀郡 | 羽ノ浦町   |                  | 「は」を図案化したもの                                                                         | 1966年9月1日            | 2006年3月20日 | |
| 那賀郡 | 那賀川町   |                  | 中心部は那賀川を表し、「ナカ」を囲ったもの                                                     | 1968年12月9日           | 2006年3月20日 | |
| 海部郡 | 由岐町     |                  | 上部分は「ゆ」・下部分は「き」を図案化し、全体的にはハト・部分的には船・錨・波を象ったもの     | 1965年5月28日           | 2006年3月31日 | |
| 海部郡 | 日和佐町   |                  | 上半分は「日」・下半分は「三（佐）」を表し、薬王寺に因み、旭日昇天海辺の街の発展性を表したもの | 1935年7月23日           | 2006年3月31日 | |
| 海部郡 | 海部町     |                  | 「カイフ」を図案化したもの                                                                     | 1975年12月 （日付不明） | 2006年3月31日 | 制定前は作成されていなかった |
| 海部郡 | 海南町     |                  | 「カイ」を図案化したもの                                                                       | 1978年7月15日           | 2006年3月31日 | 制定前は作成されていなかった |
| 海部郡 | 宍喰町     |                  | 「宍」を図案化し、「鈴」を表している                                                           | 1976年11月1日           | 2006年3月31日 | 制定前は作成されていなかった |

### 書籍
- 小学館辞典編集部 編『図典 日本の市町村章』（初版第1刷）小学館、2007年1月10日。ISBN 4095263113。
- 中川幸也『シリーズ人間とシンボル第2号「都市の旗と紋章」』中川ケミカル、1987年10月11日。
- 近藤春夫『都市の紋章 : 一名・自治体の徽章』行水社、1915年。NDLJP:955061
- 丹羽基二『日本の市章 （西日本）』保育社、1984年5月5日。
- 望月政治『都章道章府章県章市章のすべて』日本出版貿易株式会社、1973年7月7日。
- NHK情報ネットワーク『NHKふるさとデータブック8 [四国]』日本放送協会、1992年5月1日。
- 国際図書『事典　シンボルと公式制度』国民文化協会、1968年。

### パンフレット
- 丹生谷合併協議会『丹生谷合併協議会 18.慣行の取り扱い』徳島県那賀郡鷲敷町・相生町・上那賀町・木沢村・木頭村。

### 都道府県書籍
- 徳島新聞社調査事業局『徳島県百科事典』徳島新聞社、1981年。
- 徳島新聞社『徳島年鑑 昭和47年版』徳島新聞社、1972年。
- 徳島新聞社『徳島年鑑 昭和48年版』徳島新聞社、1973年。
- 徳島新聞社『徳島年鑑 昭和49年版』徳島新聞社、1974年。
- 徳島新聞社『徳島年鑑 昭和50年版』徳島新聞社、1975年。

### 自治体冊子

#### 北東部地域（徳島・名西・名東・鳴門・板野・小松島・勝浦・麻植・阿波）
- 佐那河内村史　続編　編集委員会『続編佐那河内村史』徳島県名東郡佐那河内村、1988年。
- 松茂町史編纂委員会『松茂町誌 上巻』徳島県板野郡松茂町、1975年4月。
- 松茂町史編纂委員会『松茂町誌 続編 第三巻』徳島県板野郡松茂町、2011年8月。
- 撫養町役場『撫養町勢要覧』徳島県板野郡撫養町、1939年。
- 小松島町役場『小松島町勢要覧』徳島県勝浦郡小松島町編纂委員会、1950年。
- 勝浦町誌編集委員会『勝浦町史』徳島県勝浦郡勝浦町、2005年3月。
- 鴨島町役場『鴨島町例規集』徳島県麻植郡鴨島町。
- 山川町史編集委員会『改訂山川町史』徳島県麻植郡山川町史刊行委員会、1987年。
- 山川町役場『山川町例規集』徳島県麻植郡山川町。
- 川島町役場『川島町例規集』徳島県麻植郡川島町。
- 美郷村役場『美郷村史』徳島県麻植郡美郷村。

#### 西部地域（美馬・三好）
- 脇町史編集委員会『脇町史 下巻』徳島県美馬郡脇町、2005年2月28日。
- 美馬町役場『美馬町例規集』徳島県美馬郡美馬町。
- 貞光町役場『貞光町例規集』徳島県美馬郡貞光町。
- 半田町役場『半田町例規集』徳島県美馬郡半田町。
- 木屋平村『木屋平村勢要覧』徳島県美馬郡木屋平村。
- 山城町役場『山城町例規集』徳島県三好郡山城町。
- 西祖谷山村役場『西祖谷山村例規集』徳島県三好郡西祖谷山村。
- 三加茂町役場『三加茂町例規集』徳島県三好郡三加茂町。

#### 南部地域（阿南・那賀・海部）
- 羽ノ浦町総務課『羽ノ浦町閉町記念誌』徳島県那賀郡羽ノ浦町、2006年3月。
- 鷲敷町『80年のあしあと』徳島県那賀郡鷲敷町、1990年3月。
- 美波町役場『鷲敷町例規集』徳島県那賀郡鷲敷町。
- 上那賀町『上那賀町誌』徳島県那賀郡上那賀町、1982年1月。
- 美波町役場『美波町例規集』徳島県海部郡美波町。
- 由岐町役場企画室『由岐町勢要覧 町村合併40周年記念町勢要覧』徳島県海部郡由岐町、1995年。
- 海部町役場『海部町合併50年閉町記念誌』徳島県海部郡海部町。
- 海南町役場『海南町例規集』徳島県海部郡海南町。